# San Juan de la Rambla (kommun)
San Juan de la Rambla är en kommun i Spanien.  Den ligger i provinsen Santa Cruz de Tenerife i den autonoma regionen Kanarieöarna i sydvästra delen av landet, 1 800 km sydväst om huvudstaden Madrid. Antalet invånare är 4 904 (2024). Arean är 20,61 kvadratkilometer. San Juan de la Rambla ligger på ön Teneriffa. San Juan de la Rambla gränsar till La Guancha, La Orotava och Los Realejos. 